# Fedexia
Fedexia es un género extinto de temnospóndilo carnívoro perteneciente a la familia Trematopidae. Vivió hace 300 millones de años durante el período Carbonífero tardío. Se estima que debió medir unos 60 centímetros de largo, y probablemente era similar en apariencia a una salamandra. Fedexia es conocido de un único cráneo encontrado en Pittsburgh, Pensilvania. Fue nombrado por la compañía de entregas FedEx, que poseía el terreno donde se encontró el espécimen holotipo por primera vez.

## Descubrimiento
El cráneo del holotipo (CM 76867) fue descubierto en un terreno propiedad de la Corporación FedEx cerca al Aeropuerto Internacional de Pittsburgh en 2004. Adam Striegel, un estudiante de la Universidad de Pittsburgh, halló el cráneo durante una salida de campo al área, pero el confundió los dientes con una fronda de helecho. Fue más tarde reconocido como un cráneo por el profesor de la clase, Charles Jones, y fue llevado al Museo Carnegie de Historia Natural para estudios posteriores. El nombre de la especie homenajea a Adam Striegel.
El área donde apareció el holotipo era parte de la formación Casselman del Grupo Conemaugh. En la estratigrafía carbonífera de América del Norte, estos estratos son de principios del Virgiliano. De acuerdo a los estándares de la Comisión Internacional de Estratigrafía, son del período Gzheliense. El cráneo mismo fue encontrado yaciendo cerca de la base de un camino truncado que expuso la parte inferior de la formación Casselman. Esta formación cubre las calizas Ames, que representan el último sumergimiento de la cuenca de los Apalaches. Las porciones de principios de la formación Casselman consisten de areniscas y limolitas, son desbordamientos (diques) de depósitos que se formaron en la costa del mar en retirada de Ames. Cubriendo estos depósitos están las calizas de la Arenisca Grafton, un canal de fases de arenisca depositada por un meandro. Sobre las areniscas están los esquistos de Birmingham, que incluyen limolitas de grano fino y depósitos de esquistos de desbordamientos. Un grueso paleosuelo está presente en la cumbre de los esquistos de Birmingham, y ésta esta cubierta por calizas que fueron originadas por un lago de agua dulce.
El cráneo del holotipo probablemente llegó desde las calizas que cubren el esquisto de Birmingham Shale o el paleosuelo subyacente. Debido a que no fue encontrado in situ, el horizonte en el que el cráneo estaba originalmente no puede ser determinado definitivamente. La matriz de caliza gris que se encontró dentro del cráneo ha sido examinada con análisis de rayos X reflectantes. Sin embargo, estos análisis no fueron capaces de determinar el origen estratigráfico del cráneo. Nódulos de carbono en la base de las formaciones de Clarksburg y las calizas que cubren el esquisto de Birmingham son la fuentes más probables del cráneo según estos análisis, aunque hay diferencias entre en la química de estos estratos y los de la matriz del cráneo. De acuerdo a la descripción original de Fedexia, los nódulos de carbono de la formación Clarksburg son una fuente improbable debido a las perturbaciones biogénicas y la abundancia de material siliciclástico.
El cráneo mide 11.5 centímetros de largo y está muy bien preservado, sin roturas. Notablemente, los estribos (hueso del oído medio), permanecieron intactos. También se preservaron ambas mandíbulas y el complejo de los huesos del Atlas y el hueso axis, que se conectan a la base del cráneo.

## Descripción
Fedexia poseía varias características que lo identifican como un trematópido. Una de las más notables es una narina externa muy alargada y subdividida. La porción posterior de la narina puede haber tenido una glándula salina. Otra característica es la presencia de grandes púas palatales. Basándose en pequeños elementos óseos presentes en el trematópido emparentado Anconastes, Fedexia probablemente tenía una piel de textura granulosa formada por protuberancias óseas. Dichas protuberancias pueden haber servido como protección contra depredadores y pudieron haber disminuido la pérdida de agua a través de la piel.
A diferencia de otros trematópidos, Fedexia tiene un perfil del cráneo arqueado. Los márgenes forman un amplio arco desde la punta de la nariz hasta la región occipital. Otros trematópidos tenían un perfil cranela más bajo y recto. Otra característica distintiva es la longitud postorbital (desde los ojos hasta la parte trasera del cráneo), que es mayor que la longitud preorbital (desde los ojos hasta la punta de la nariz). Las órbitas (o cuencas) oculares son alargadas verticalmente, extendiendóse dorsalmente hasta la bóveda craneal. También poseía una pequeña muesca en el hueso premaxilar que separa los dientes premaxilares de los correspondientes al maxilar.

## Clasificación
Cladograma que representa las relaciones filogenéticas de Fedexia, según Berman et al., 2010:
|  | Amphibamus   |
|  |              |
|  | Doleserpeton |
|  |              |
|  | Eoscopus     |
|  |              |

|  | Micropholis |
|  |             |
|  | Tersomius   |
|  |             |

|  | Amphibamus   |
|  |              |
|  | Doleserpeton |
|  |              |
|  | Eoscopus     |
|  |              |

|  | Micropholis |
|  |             |
|  | Tersomius   |
|  |             |

|  | Fedexia                                                  |
|  |                                                          |
|  | \| \| Anconastes \| \| \| \| \| \| Tambachia \| \| \| \| |
|  |                                                          |
|  | Anconastes                                               |
|  |                                                          |
|  | Tambachia                                                |
|  |                                                          |

|  | Anconastes |
|  |            |
|  | Tambachia  |
|  |            |

|  | Phonerpeton |
|  |             |
|  | Acheloma    |
|  |             |

|  | Fedexia                                                  |
|  |                                                          |
|  | \| \| Anconastes \| \| \| \| \| \| Tambachia \| \| \| \| |
|  |                                                          |
|  | Anconastes                                               |
|  |                                                          |
|  | Tambachia                                                |
|  |                                                          |

|  | Anconastes |
|  |            |
|  | Tambachia  |
|  |            |

|  | Phonerpeton |
|  |             |
|  | Acheloma    |
|  |             |

|  | \| \| Ecolsonia \| \| \| \| \| \| Dissorophus \| \| \| \| \| \| Broiliellus \| \| \| \| |
|  |                                                                                         |
|  | Aspidosaurus                                                                            |
|  |                                                                                         |
|  | Ecolsonia                                                                               |
|  |                                                                                         |
|  | Dissorophus                                                                             |
|  |                                                                                         |
|  | Broiliellus                                                                             |
|  |                                                                                         |

|  | Ecolsonia   |
|  |             |
|  | Dissorophus |
|  |             |
|  | Broiliellus |
|  |             |

|  | Fedexia                                                  |
|  |                                                          |
|  | \| \| Anconastes \| \| \| \| \| \| Tambachia \| \| \| \| |
|  |                                                          |
|  | Anconastes                                               |
|  |                                                          |
|  | Tambachia                                                |
|  |                                                          |

|  | Anconastes |
|  |            |
|  | Tambachia  |
|  |            |

|  | Phonerpeton |
|  |             |
|  | Acheloma    |
|  |             |

|  | Fedexia                                                  |
|  |                                                          |
|  | \| \| Anconastes \| \| \| \| \| \| Tambachia \| \| \| \| |
|  |                                                          |
|  | Anconastes                                               |
|  |                                                          |
|  | Tambachia                                                |
|  |                                                          |

|  | Anconastes |
|  |            |
|  | Tambachia  |
|  |            |

|  | Phonerpeton |
|  |             |
|  | Acheloma    |
|  |             |

|  | \| \| Ecolsonia \| \| \| \| \| \| Dissorophus \| \| \| \| \| \| Broiliellus \| \| \| \| |
|  |                                                                                         |
|  | Aspidosaurus                                                                            |
|  |                                                                                         |
|  | Ecolsonia                                                                               |
|  |                                                                                         |
|  | Dissorophus                                                                             |
|  |                                                                                         |
|  | Broiliellus                                                                             |
|  |                                                                                         |

|  | Ecolsonia   |
|  |             |
|  | Dissorophus |
|  |             |
|  | Broiliellus |
|  |             |

|  | Amphibamus   |
|  |              |
|  | Doleserpeton |
|  |              |
|  | Eoscopus     |
|  |              |

|  | Micropholis |
|  |             |
|  | Tersomius   |
|  |             |

|  | Amphibamus   |
|  |              |
|  | Doleserpeton |
|  |              |
|  | Eoscopus     |
|  |              |

|  | Micropholis |
|  |             |
|  | Tersomius   |
|  |             |

|  | Fedexia                                                  |
|  |                                                          |
|  | \| \| Anconastes \| \| \| \| \| \| Tambachia \| \| \| \| |
|  |                                                          |
|  | Anconastes                                               |
|  |                                                          |
|  | Tambachia                                                |
|  |                                                          |

|  | Anconastes |
|  |            |
|  | Tambachia  |
|  |            |

|  | Phonerpeton |
|  |             |
|  | Acheloma    |
|  |             |

|  | Fedexia                                                  |
|  |                                                          |
|  | \| \| Anconastes \| \| \| \| \| \| Tambachia \| \| \| \| |
|  |                                                          |
|  | Anconastes                                               |
|  |                                                          |
|  | Tambachia                                                |
|  |                                                          |

|  | Anconastes |
|  |            |
|  | Tambachia  |
|  |            |

|  | Phonerpeton |
|  |             |
|  | Acheloma    |
|  |             |

|  | \| \| Ecolsonia \| \| \| \| \| \| Dissorophus \| \| \| \| \| \| Broiliellus \| \| \| \| |
|  |                                                                                         |
|  | Aspidosaurus                                                                            |
|  |                                                                                         |
|  | Ecolsonia                                                                               |
|  |                                                                                         |
|  | Dissorophus                                                                             |
|  |                                                                                         |
|  | Broiliellus                                                                             |
|  |                                                                                         |

|  | Ecolsonia   |
|  |             |
|  | Dissorophus |
|  |             |
|  | Broiliellus |
|  |             |

|  | Fedexia                                                  |
|  |                                                          |
|  | \| \| Anconastes \| \| \| \| \| \| Tambachia \| \| \| \| |
|  |                                                          |
|  | Anconastes                                               |
|  |                                                          |
|  | Tambachia                                                |
|  |                                                          |

|  | Anconastes |
|  |            |
|  | Tambachia  |
|  |            |

|  | Phonerpeton |
|  |             |
|  | Acheloma    |
|  |             |

|  | Fedexia                                                  |
|  |                                                          |
|  | \| \| Anconastes \| \| \| \| \| \| Tambachia \| \| \| \| |
|  |                                                          |
|  | Anconastes                                               |
|  |                                                          |
|  | Tambachia                                                |
|  |                                                          |

|  | Anconastes |
|  |            |
|  | Tambachia  |
|  |            |

|  | Phonerpeton |
|  |             |
|  | Acheloma    |
|  |             |

|  | \| \| Ecolsonia \| \| \| \| \| \| Dissorophus \| \| \| \| \| \| Broiliellus \| \| \| \| |
|  |                                                                                         |
|  | Aspidosaurus                                                                            |
|  |                                                                                         |
|  | Ecolsonia                                                                               |
|  |                                                                                         |
|  | Dissorophus                                                                             |
|  |                                                                                         |
|  | Broiliellus                                                                             |
|  |                                                                                         |

|  | Ecolsonia   |
|  |             |
|  | Dissorophus |
|  |             |
|  | Broiliellus |
|  |             |

|  | Amphibamus   |
|  |              |
|  | Doleserpeton |
|  |              |
|  | Eoscopus     |
|  |              |

|  | Micropholis |
|  |             |
|  | Tersomius   |
|  |             |

|  | Amphibamus   |
|  |              |
|  | Doleserpeton |
|  |              |
|  | Eoscopus     |
|  |              |

|  | Micropholis |
|  |             |
|  | Tersomius   |
|  |             |

|  | Fedexia                                                  |
|  |                                                          |
|  | \| \| Anconastes \| \| \| \| \| \| Tambachia \| \| \| \| |
|  |                                                          |
|  | Anconastes                                               |
|  |                                                          |
|  | Tambachia                                                |
|  |                                                          |

|  | Anconastes |
|  |            |
|  | Tambachia  |
|  |            |

|  | Phonerpeton |
|  |             |
|  | Acheloma    |
|  |             |

|  | Fedexia                                                  |
|  |                                                          |
|  | \| \| Anconastes \| \| \| \| \| \| Tambachia \| \| \| \| |
|  |                                                          |
|  | Anconastes                                               |
|  |                                                          |
|  | Tambachia                                                |
|  |                                                          |

|  | Anconastes |
|  |            |
|  | Tambachia  |
|  |            |

|  | Phonerpeton |
|  |             |
|  | Acheloma    |
|  |             |

|  | \| \| Ecolsonia \| \| \| \| \| \| Dissorophus \| \| \| \| \| \| Broiliellus \| \| \| \| |
|  |                                                                                         |
|  | Aspidosaurus                                                                            |
|  |                                                                                         |
|  | Ecolsonia                                                                               |
|  |                                                                                         |
|  | Dissorophus                                                                             |
|  |                                                                                         |
|  | Broiliellus                                                                             |
|  |                                                                                         |

|  | Ecolsonia   |
|  |             |
|  | Dissorophus |
|  |             |
|  | Broiliellus |
|  |             |

|  | Fedexia                                                  |
|  |                                                          |
|  | \| \| Anconastes \| \| \| \| \| \| Tambachia \| \| \| \| |
|  |                                                          |
|  | Anconastes                                               |
|  |                                                          |
|  | Tambachia                                                |
|  |                                                          |

|  | Anconastes |
|  |            |
|  | Tambachia  |
|  |            |

|  | Phonerpeton |
|  |             |
|  | Acheloma    |
|  |             |

|  | Fedexia                                                  |
|  |                                                          |
|  | \| \| Anconastes \| \| \| \| \| \| Tambachia \| \| \| \| |
|  |                                                          |
|  | Anconastes                                               |
|  |                                                          |
|  | Tambachia                                                |
|  |                                                          |

|  | Anconastes |
|  |            |
|  | Tambachia  |
|  |            |

|  | Phonerpeton |
|  |             |
|  | Acheloma    |
|  |             |

|  | \| \| Ecolsonia \| \| \| \| \| \| Dissorophus \| \| \| \| \| \| Broiliellus \| \| \| \| |
|  |                                                                                         |
|  | Aspidosaurus                                                                            |
|  |                                                                                         |
|  | Ecolsonia                                                                               |
|  |                                                                                         |
|  | Dissorophus                                                                             |
|  |                                                                                         |
|  | Broiliellus                                                                             |
|  |                                                                                         |

|  | Ecolsonia   |
|  |             |
|  | Dissorophus |
|  |             |
|  | Broiliellus |
|  |             |

|  | Amphibamus   |
|  |              |
|  | Doleserpeton |
|  |              |
|  | Eoscopus     |
|  |              |

|  | Micropholis |
|  |             |
|  | Tersomius   |
|  |             |

|  | Amphibamus   |
|  |              |
|  | Doleserpeton |
|  |              |
|  | Eoscopus     |
|  |              |

|  | Micropholis |
|  |             |
|  | Tersomius   |
|  |             |

|  | Fedexia                                                  |
|  |                                                          |
|  | \| \| Anconastes \| \| \| \| \| \| Tambachia \| \| \| \| |
|  |                                                          |
|  | Anconastes                                               |
|  |                                                          |
|  | Tambachia                                                |
|  |                                                          |

|  | Anconastes |
|  |            |
|  | Tambachia  |
|  |            |

|  | Phonerpeton |
|  |             |
|  | Acheloma    |
|  |             |

|  | Fedexia                                                  |
|  |                                                          |
|  | \| \| Anconastes \| \| \| \| \| \| Tambachia \| \| \| \| |
|  |                                                          |
|  | Anconastes                                               |
|  |                                                          |
|  | Tambachia                                                |
|  |                                                          |

|  | Anconastes |
|  |            |
|  | Tambachia  |
|  |            |

|  | Phonerpeton |
|  |             |
|  | Acheloma    |
|  |             |

|  | \| \| Ecolsonia \| \| \| \| \| \| Dissorophus \| \| \| \| \| \| Broiliellus \| \| \| \| |
|  |                                                                                         |
|  | Aspidosaurus                                                                            |
|  |                                                                                         |
|  | Ecolsonia                                                                               |
|  |                                                                                         |
|  | Dissorophus                                                                             |
|  |                                                                                         |
|  | Broiliellus                                                                             |
|  |                                                                                         |

|  | Ecolsonia   |
|  |             |
|  | Dissorophus |
|  |             |
|  | Broiliellus |
|  |             |

|  | Fedexia                                                  |
|  |                                                          |
|  | \| \| Anconastes \| \| \| \| \| \| Tambachia \| \| \| \| |
|  |                                                          |
|  | Anconastes                                               |
|  |                                                          |
|  | Tambachia                                                |
|  |                                                          |

|  | Anconastes |
|  |            |
|  | Tambachia  |
|  |            |

|  | Phonerpeton |
|  |             |
|  | Acheloma    |
|  |             |

|  | Fedexia                                                  |
|  |                                                          |
|  | \| \| Anconastes \| \| \| \| \| \| Tambachia \| \| \| \| |
|  |                                                          |
|  | Anconastes                                               |
|  |                                                          |
|  | Tambachia                                                |
|  |                                                          |

|  | Anconastes |
|  |            |
|  | Tambachia  |
|  |            |

|  | Phonerpeton |
|  |             |
|  | Acheloma    |
|  |             |

|  | \| \| Ecolsonia \| \| \| \| \| \| Dissorophus \| \| \| \| \| \| Broiliellus \| \| \| \| |
|  |                                                                                         |
|  | Aspidosaurus                                                                            |
|  |                                                                                         |
|  | Ecolsonia                                                                               |
|  |                                                                                         |
|  | Dissorophus                                                                             |
|  |                                                                                         |
|  | Broiliellus                                                                             |
|  |                                                                                         |

|  | Ecolsonia   |
|  |             |
|  | Dissorophus |
|  |             |
|  | Broiliellus |
|  |             |

## Paleobiología
Como todos los trematópidos, Fedexia estaba bien adaptado a la vida terrestre. Los trematópidos son los primeros ejemplos de vida vertebrada en Norteamérica que vivían mayormente en tierra, aunque probablemente regresaban al agua para aparearse y depositar sus huevos. Fedexia es uno de los vertebrados más antiguos que se conocen que eran más terrestres que acuáticos, si bien los trematópidos', Actiobates y Anconastes, los cuales son de las edades Missouriana  (Kasimoviana) y Virgiliana temprana, respectivamente, hallan antecedido a Fedexia por unos cuantos millones de años. El cambio hacia una vida más terrestre debió ser una respuesta al cambio cliomático global que tornó el clima más cálido y seco a finales del Carbonífero. Durante este tiempo, las glaciaciones causaron que el clima fluctuara rápidamente y los niveels del mar bajaran. El resultado fue la pérdida de los pantanos que una vez fueron comunes en las latitudes altas. Fedexia fue un ejemplo temprano de adaptación a este clima cambiante. Los trematópidos primitivos debieron haber habitado regiones de tierras altas, migrando luego a las zonas bajas costeras durante el cambio climático. Unos 20 millones de años después de la aparición de Fedexia, durante el período Pérmico, los trematópidos y otros vertebrados terrestres experimentaron una rápida diversificación.